# Kaja Wolffers
Kaja Wolffers (Utrecht, 11 februari 1973) is een Nederlands film- en televisieproducent.

## Levensloop
Wolffers werd geboren als de zoon van schrijver en hoogleraar Ivan Wolffers en diens echtgenote, schrijfster en filmmaakster Marion Bloem. Na zijn middelbare school volgde hij de opleiding Scheikunde, die hij vroegtijdig afbrak. Midden jaren negentig ging hij aan de slag voor Joop van den Ende Produkties, waar hij als opnameleider meewerkte aan de soapseries Goudkust en Onderweg naar Morgen. Na een aantal jaar maakte hij de overstap naar Westenwind. Hierna ontwikkelde Wolffers zich tot regisseur en regisseerde hij vele afleveringen van de soapserie Onderweg naar Morgen en Costa!. In 2002 regisseerde hij samen met Stephan Brenninkmeijer en Kaj Driessen de telenovelle Bon bini beach, waarvoor hij een aantal maanden in Curaçao doorbracht.
Terug in Nederland accepteerde hij een baan bij Goede tijden, slechte tijden. Op de set leerde hij actrice Elle van Rijn kennen, met wie hij later een relatie zou krijgen. Tussen juli 2002 en april 2004 was Wolffers getrouwd met actrice Birgit Schuurman. Wolffers kreeg een relatie met Van Rijn en scheidde van Schuurman. Met Elle van Rijn kreeg hij twee dochters. De twee scheidden in 2012. Na jarenlang als creatief directeur te hebben gewerkt voor jeugdzender Nickelodeon maakte hij op 1 oktober 2010 de overstap naar NL Film. In 2017 was hij een van de producenten van de film Kleine IJstijd. In het najaar 2018 was hij een van de producers van de film All You Need Is Love. In het najaar van 2019 was hij een van de producenten van de dramaserie Bad Influencer.